# Hoàng Như Mai
Hoàng Như Mai (1919 – 2013) là Giáo sư, Nhà giáo Nhân dân và là nhà văn Việt Nam.

## Tiểu sử
Ông sinh ngày 3 tháng 8 năm Kỷ Mùi (26 tháng 9 năm 1919) tại Phủ Lạng Thương, tỉnh Bắc Giang. Quê quán ông ở thôn Nội Am, xã Liên Ninh, huyện Thanh Trì, Hà Nội.
Lớn lên, ông lần lượt học ở Trường Bưởi, Đại học Y khoa và Đại học Luật khoa Đông Dương ở Hà Nội.
Năm 1943, khi đang là sinh viên Đại học Luật, ông bắt đầu đứng trên bục giảng ở Trường trung học tư thục Đông Hải (Hải Dương).
Đến năm 1948, ông được Tỉnh bộ Việt Minh tỉnh Thái Bình mời làm Hiệu trưởng Trường trung học Phan Thanh. Sau đó, ông lần lượt đảm nhiệm các chức vụ sau:
- Hiệu trưởng Trường Sư phạm Việt Bắc (1951).
- Hiệu trưởng Trường Sư phạm trung cấp trung ương (1953).
- Cán bộ giảng dạy Trường đại học Tổng hợp Hà Nội (1959).
- Cán bộ giảng dạy Trường đại học Tổng hợp Thành phố Hồ Chí Minh (1980).
- Hiệu trưởng Trường trung học phổ thông Trương Vĩnh Ký (1997- từ 1988 đến khi qua đời).

Chủ tịch Hội nghiên cứu và giảng dạy văn học Thành phố Hồ Chí Minh (từ 1988 đến khi qua đời).
Giáo sư – Nhà giáo nhân dân Hoàng Như Mai qua đời lúc 15 giờ 20 phút ngày 27 tháng 9 năm 2013 ở Bệnh viện 175, Thành phố Hồ Chí Minh, thọ 95 tuổi .
Trong quá trình công tác, ông được Nhà nước phong chức danh Giáo sư (1982), phong danh hiệu Nhà giáo Nhân dân (1990) và được tặng Huân chương Lao động hạng nhất .

## Các tác phẩm, công trình tiêu biểu

### Sáng tác
- Tiếng trống Hà Hồi (kịch, 1948)
- Dòng sông biên giới (kịch, viết 1957, xuất bản 2001)
- Vẽ chân dung cụ Đồ Chiểu (kịch, viết 1982, xuất bản 2001).
- Trao cho nhau cuộc đời (thơ, 1993)

### Nghiên cứu
- Văn học Việt Nam hiện đại (Nhà xuất bản Giáo dục, 1961)
- Trần Hữu Trang – soạn giả ca kịch cải lương (1982)
- Nhà soạn kịch cải lương Trần Hữu Trang (1986)
- Nhận định về cải lương (1986)
- Giới thiệu sân khấu cải lương (1986)
- Thơ một thời (1989)
- Hoàng Như Mai tuyển tập (Nhà xuất bản Giáo dục, 2005) [3].

## Nhận xét (sơ lược)
Được tin Giáo sư, Nhà giáo Nhân dân Hoàng Như Mai vừa qua đời, trên trang Bauxite Việt Nam có đoạn viết:
"Thầy Hoàng Như Mai là chuyên gia văn học Việt Nam cận hiện đại, thầy của nhiều thế hệ trí thức và giảng viên đại học ngành Ngữ văn hiện đang tại vị hay đã về hưu. Với bẩm chất một nghệ sĩ giàu lòng ưu ái, có lối sống nhân hậu và biết nhìn đời bằng con mắt vui đùa, ông hầu như lúc nào cũng gây ấn tượng trong trẻo, cảm giác thanh lọc trong tâm hồn, cho người được tiếp xúc. Là nhà giáo cần mẫn, có kiến thức uyên thâm và có phương pháp truyền đạt giàu sức biểu cảm, ông để lại vô vàn tình cảm nồng đậm trong lòng bạn bè đồng nghiệp và các thế hệ học sinh sinh viên từ hơn 60 năm nay...